# Jamesonia aureonitens
Jamesonia aureonitens är en kantbräkenväxtart som först beskrevs av William Jackson Hooker, och fick sitt nu gällande namn av Maarten J.M. Christenhusz. Jamesonia aureonitens ingår i släktet Jamesonia och familjen Pteridaceae. Inga underarter finns listade.